# 한국세라믹연합회
한국세라믹연합회는 대한민국의 세라믹 산업계, 학계, 연구계의 단체이다.
1945년 9월 조선요업기술협회라는 명칭으로 처음 설립된 이후 1949년 3월 대한요업협회, 2004년 3월 한국세라믹총협회라는 명칭을 사용했으며 2016년 9월 한국세라믹연합회로 명칭을 변경했다 한국세라믹학회, 한국세라믹기술원 및 여러 세라믹산업계의 단체들이 가입되어 있다.